# Courtelevant
Courtelevant (deutsch früher Hebsdorf) ist eine französische Gemeinde im Département Territoire de Belfort in der Region Bourgogne-Franche-Comté.

## Geographie
Courtelevant liegt auf 389 m Meereshöhe, sechs Kilometer östlich von Delle und etwa 21 Kilometer südöstlich der Stadt Belfort (Luftlinie). Das Dorf erstreckt sich im Übergangsbereich zwischen dem Flachland der Burgundischen Pforte und den nördlichen Ausläufern des Juras, im Tal der Vendline nördlich der Höhen von Florimont, nahe der Grenze zur Schweiz.

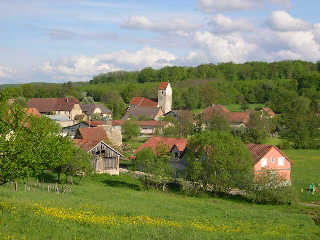
Courtelevant: Blick auf das Dorf

Die Fläche des 5,82 km² großen Gemeindegebiets umfasst einen Abschnitt der leicht gewellten Landschaft im Bereich der Burgundischen Pforte (Trouée de Belfort). Der südliche Teil des Gebietes wird in Ost-West-Richtung von der bis zu 400 m breiten Talniederung der Vendline durchquert, welche für die Entwässerung nach Westen über die Coeuvatte zur Allaine sorgt. Flankiert wird das Tal im Süden vom dicht bewaldeten Plateau Les Ragies, auf dem mit 454 m die höchste Erhebung von Courtelevant erreicht wird. 
Nach Norden erstreckt sich das Gemeindeareal auf das weite Plateau der Burgundischen Pforte, das durchschnittlich auf 405 m liegt. Es ist überwiegend mit Acker- und Wiesland bedeckt, zeigt aber auch einige größere Waldflächen. In Mulden- und Tallagen befinden sich zahlreiche Weiher, die für die Fischzucht angelegt wurden. Ganz im Norden reicht das Areal in das Quellgebiet des Ruisseau de l'Écrevisse im Grand Bois und nach Nordosten in den Banbois (419 m).
Nachbargemeinden von Courtelevant sind Suarce und Lepuix-Neuf im Norden, Réchésy im Osten, Courcelles im Süden sowie Florimont im Westen.

## Geschichte
Während der Römerzeit durchquerte der wichtige Verkehrsweg von Epomanduodurum (Mandeure) nach Augusta Raurica das Gemeindegebiet. Erstmals urkundlich erwähnt wird Courtelevant im Jahr 1262. Der Ortsname geht auf eine Verbindung des lateinischen Wortes curtis mit dem germanischen Personennamen Hilbung zurück und bedeutet so viel wie Hof des Hilbung. In der ersten Hälfte des 14. Jahrhunderts gelangte das Dorf unter die Oberhoheit der Habsburger. Es war Teil der Herrschaft Florimont und bildete seit seiner ersten Nennung eine eigene Pfarrei. 1585 erscheint der Ort als Herpstorff.

Kirche Saint-Étienne

Während des Dreißigjährigen Krieges wurde Courtelevant von schwedischen Truppen geplündert und verwüstet. Zusammen mit dem Sundgau kam das Dorf mit dem Westfälischen Frieden 1648 an die französische Krone. Seit 1793 gehörte Courtelevant zum Département Haut-Rhin, verblieb jedoch 1871 als Teil des Territoire de Belfort im Gegensatz zum restlichen Elsass bei Frankreich.

## Sehenswürdigkeiten
Die Kirche Saint-Étienne stammt aus dem 16. Jahrhundert, wurde jedoch 1812 umfassend restauriert und verändert. Die im 17. Jahrhundert erbaute Mühle, die durch das Wasser der Vendline betrieben wird, wurde im 20. Jahrhundert restauriert. Sie dient heute als Museum, in dem verschiedene Techniken des Kornmahlens in vorindustrieller Zeit gezeigt werden. Der Ortskern ist geprägt durch verschiedene Fachwerkhäuser im traditionellen elsässischen Stil des 18. und 19. Jahrhunderts.
Siehe auch: Liste der Monuments historiques in Courtelevant

## Bevölkerung
| Jahr      | 1962 | 1968 | 1975 | 1982 | 1990 | 1999 | 2007 |
| Einwohner | 229  | 217  | 294  | 337  | 353  | 375  | 392  |

Mit 375 Einwohnern (1. Januar 2022) gehört Courtelevant zu den kleinen Gemeinden des Département Territoire de Belfort. Nachdem die Einwohnerzahl in der ersten Hälfte des 20. Jahrhunderts deutlich abgenommen hatte (1891 wurden noch 310 Personen gezählt), wurde vor allem seit den 1970er Jahren wieder ein Bevölkerungswachstum verzeichnet.

## Wirtschaft und Infrastruktur
Courtelevant war bis weit ins 20. Jahrhundert hinein ein vorwiegend durch die Landwirtschaft (Ackerbau, Obstbau und Viehzucht), die Fischzucht und die Forstwirtschaft geprägtes Dorf. Daneben gibt es heute einige Betriebe des lokalen Kleingewerbes. Mittlerweile hat sich das Dorf zu einer Wohngemeinde gewandelt. Viele Erwerbstätige sind deshalb Wegpendler, die in den größeren Ortschaften der Umgebung und in der Agglomeration Belfort ihrer Arbeit nachgehen.
Die Ortschaft ist verkehrstechnisch gut erschlossen. Sie liegt an der Hauptstraße D463, die von Delle nach Saint-Louis führt. Der nächste Anschluss an die Autobahn A36 befindet sich in einer Entfernung von ungefähr 21 Kilometern. Weitere Straßenverbindungen bestehen mit Florimont, Réchésy und Lepuix-Neuf.